# Bergen (Limbourg néerlandais)
Pour les articles homonymes, voir Bergen.
Bergen est une commune et un village des Pays-Bas de la province du Limbourg.

## Localités
- Afferden
- Bergen
- Nieuw-Bergen
- Siebengewald
- Well
- Wellerlooi